# 罗西耶尔 (阿尔代什省)
罗西耶尔（法語：Rosières，法語發音：[ʁozjɛʁ]）是法国阿尔代什省的一个市镇，属于拉让蒂耶尔区。

## 地理
罗西耶尔（44°29'0"N, 4°15'27"E）面积16.29 平方千米，位于法国奥弗涅-罗讷-阿尔卑斯大区阿尔代什省，该省份为法国东南部内陆省份，北起顺时针与卢瓦尔省、伊泽尔省、德龙省、沃克吕兹省、加尔省、洛泽尔省和上盧瓦爾省接壤。
与罗西耶尔接壤的市镇（或旧市镇、城区）包括：茹瓦约斯、拉博姆、维瓦赖地区洛拉克、萨尼亚克、韦尔农。

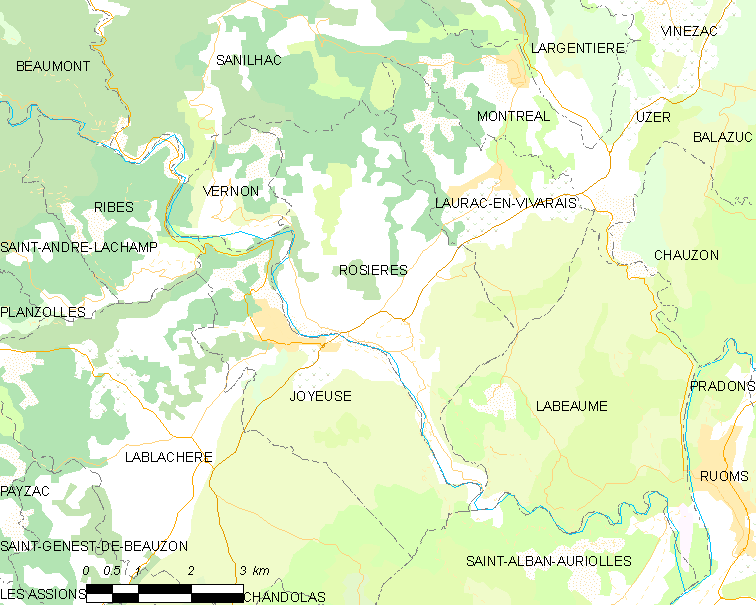
的OSM定位图

罗西耶尔的时区为UTC+01:00、UTC+02:00（夏令时）。

## 行政
罗西耶尔的邮政编码为07260，INSEE市镇编码为07199。

## 政治
罗西耶尔所属的省级选区为阿尔代什塞文县。

## 人口

1962-2008年间人口变化图示

罗西耶尔于2022年1月1日时的人口数量为1307人。